# ارگوتیونین
ارگوتیونین  (به انگلیسی: Ergothioneine) با فرمول شیمیایی C9H15N3O2S یک ترکیب شیمیایی با شناسه پاب‌کم 26039 است. که جرم مولی آن ۲۲۹٫۳۰ گرم بر مول می‌باشد.ارگوتیونین  یک اسید آمینه طبیعی است و مشتق تیواوره از هیستیدین است که حاوی یک اتم گوگرد روی حلقه ایمیدازول می‌باشد.این ترکیب در تعداد نسبتاً کمی از موجودات زنده، به ویژه اکتینومیستوتا، سیانوباکتری‌ها و برخی قارچ‌ها وجود دارد.[] ارگوتیونین در سال 1909 توسط چارلز تانره کشف شد و به نام قارچ ارگوت که برای اولین بار از آن خالص‌سازی شد، نامگذاری شدو ساختار آن در سال 1911 تعیین شد.در انسان، ارگوتیونین منحصراً از طریق رژیم غذایی به دست می‌آید و در گلبول‌های قرمز، مغز استخوان، کبد، کلیه، مایع منی و چشم‌ها تجمع می‌یابد. اگرچه اثر ارگوتیونین در بدن انسان در دست تحقیقات اولیه است، اما نقش فیزیولوژیکی آن در انسان ناشناخته است.ارگوتیونین به عنوان یک مکمل غذایی به فروش می‌رسد. 